# 10992 Вірюславія
10992 Вірюславія (10992 Veryuslaviya) — астероїд головного поясу, відкритий 19 вересня 1974 року.
Тіссеранів параметр щодо Юпітера — 3,505.